# Beddes
Beddes là một xã trong tỉnh Cher, thuộc vùng hành chính Centre-Val de Loire của nước Pháp, có dân số là 94 người (thời điểm 1999). Xã nằm khoảng 50 km về phía nam của thành phố Bourges.

## Nhân khẩu học
| 1962 | 1968 | 1975 | 1982 | 1990 | 1999 |
| ---- | ---- | ---- | ---- | ---- | ---- |
| 144  | 152  | 136  | 125  | 111  | 94   |